# Odontophrynus achalensis
Odontophrynus achalensis é uma espécie de anfíbio  da família Odontophrynidae.
É endémica da Argentina.
Os seus habitats naturais são: campos de gramíneas de clima temperado, rios e áreas rochosas.
Está ameaçada por perda de habitat.